# 戴克里先浴场

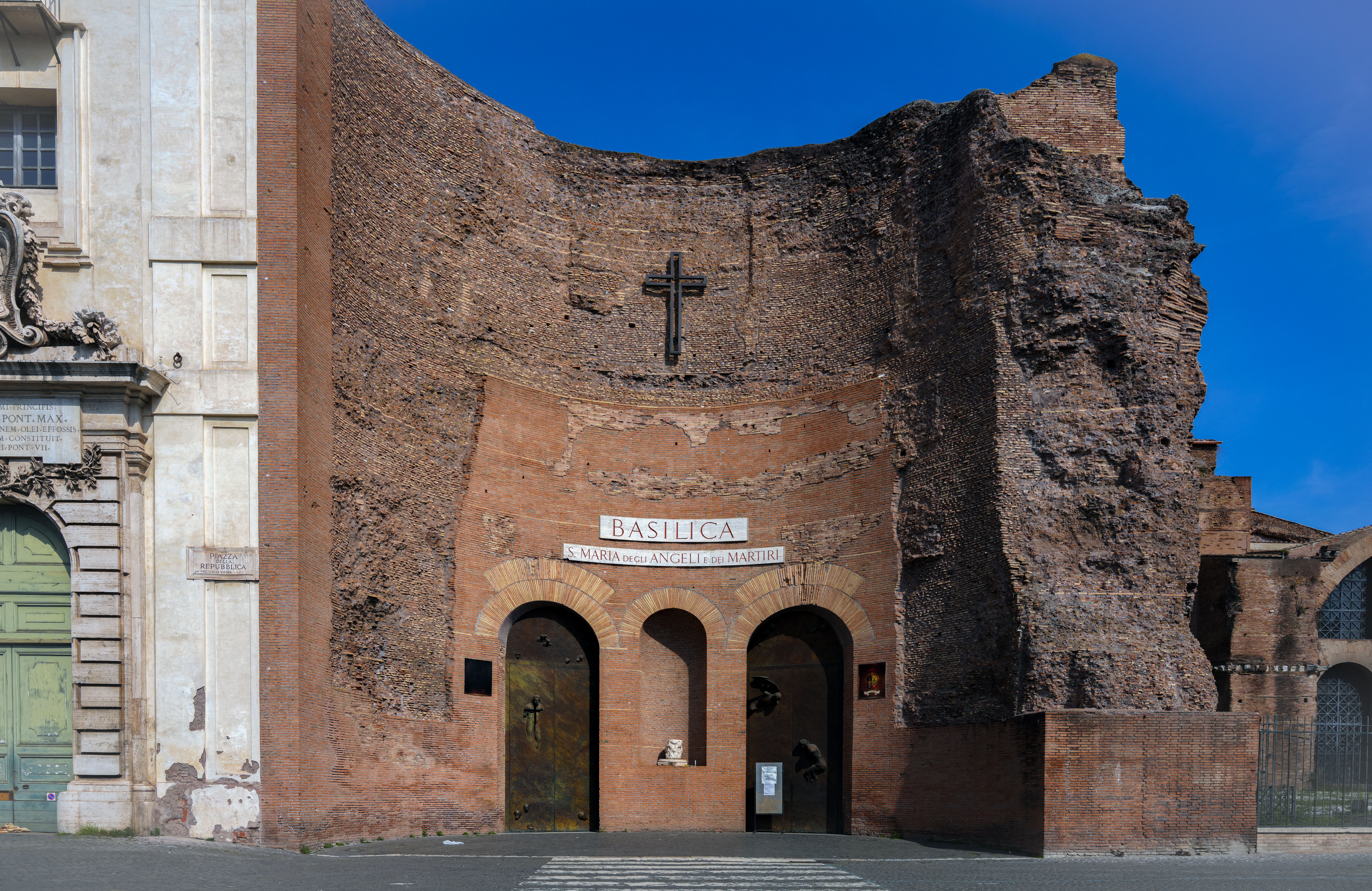
建在浴场中温水浴室内的天使与殉教者圣母大殿。

戴克里先浴场（Thermae Diocletiani）位于罗马，曾经是古罗马最大的公共浴场。戴克里先浴场从羅馬帝國東部奧古斯都（主皇帝）戴克里先时期（公元298年）开始兴建，浴场在帝國西部凱撒（副皇帝）君士坦提烏斯一世成為西部奧古斯都后，于公元306年建成，是当时最大最奢华的浴场。

## 位置
戴克里先浴场坐落在塞维安墙内七山中最小的维米那勒山的东北部的高地上，为维米那勒山、奎利那雷山和埃斯奎利诺山区域中的居民提供洗浴服务。浴场的供水来自从公元2世纪开始就建成的玛西亚水道。因浴场的建成，戴克里先皇帝下令建造了一条新的水道以保证全市的供水。浴场的供水也有可能来自原用于供应卡拉卡拉浴场的安托尼尼亚纳水道。现遗址位于共和国广场边上，坐北朝南，正对着广场中央的水泽女神喷泉。

## 构造

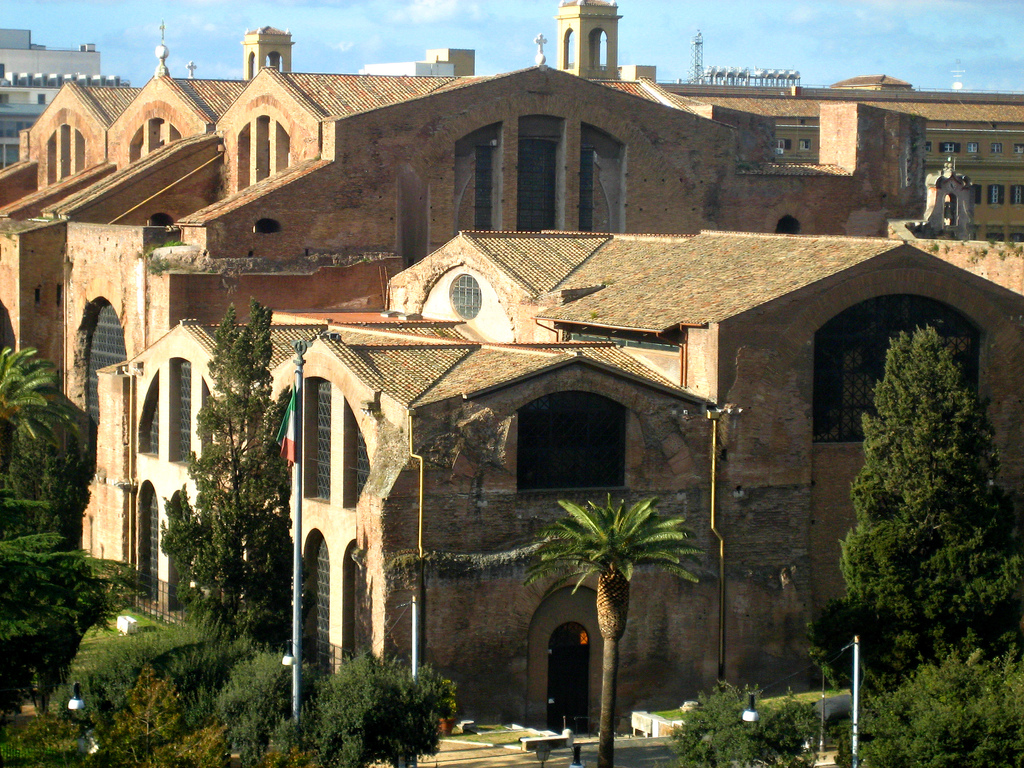

戴克里先浴场占地约12公顷，与卡拉卡拉浴场面积不相上下。中央的大堂长280米，宽160米，是依照君士坦丁巴西利卡的设计建造的 。然而戴克里先浴场的容量比起其他的浴场更大。